# Saint-Clément (Ardèche)
Pour les articles homonymes, voir Saint-Clément.
Saint-Clément (anciennement Saint Clément sur Riffard) est une commune française, située dans le département de l'Ardèche en région Auvergne-Rhône-Alpes.

## Géographie

### Situation et description

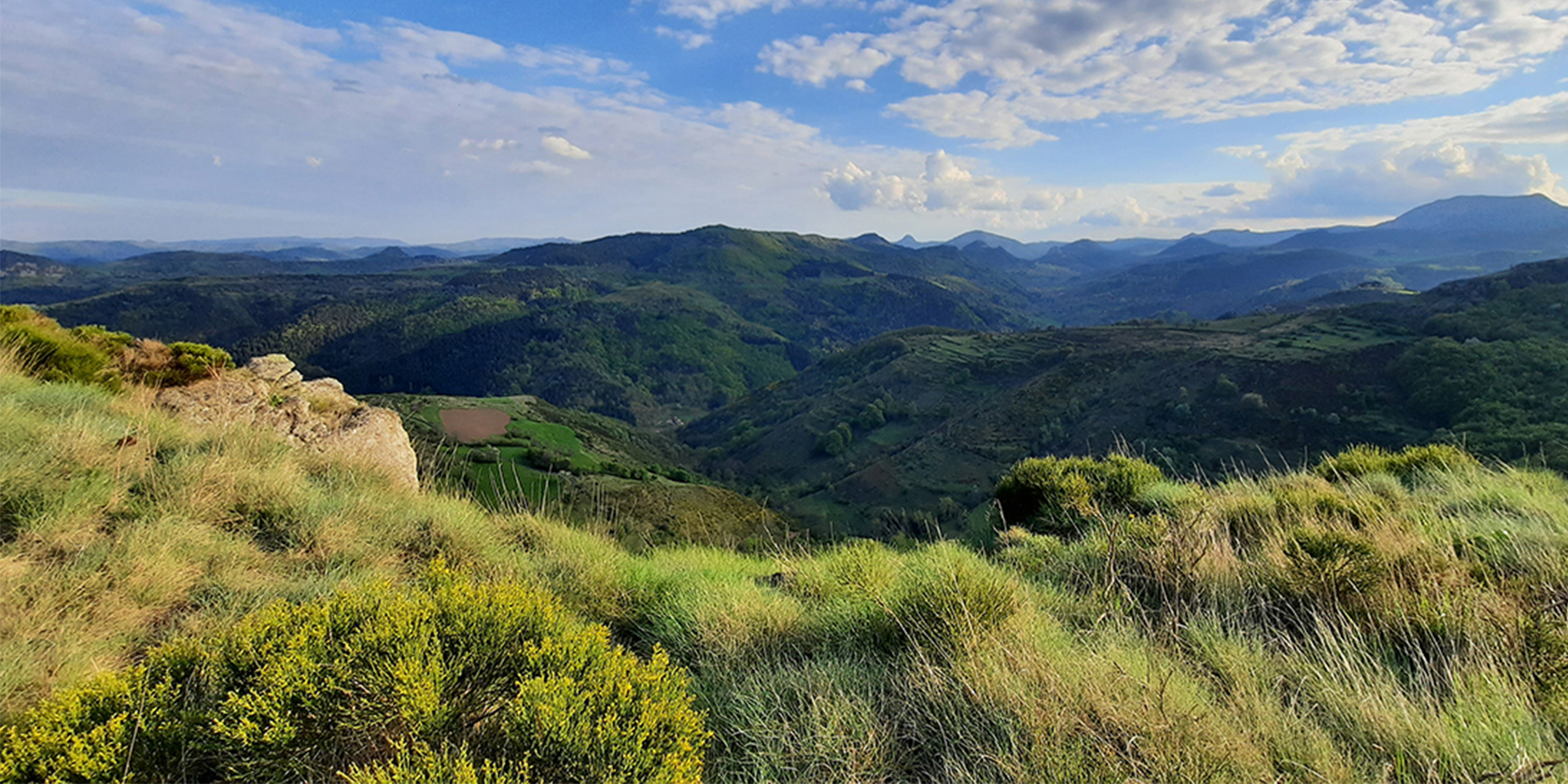
Panorama depuis Saint-Clément.

Saint-Clément est une petite commune de 90 habitants, à l'aspect essentiellement rural et rattachée à la communauté de communes Val'Eyrieux, dans l'arrondissement de Tournon-sur-Rhône. La commune se situe dans la région des Hautes-Boutières, non loin du sommet du mont Mézenc, sommet montagneux d'origine volcanique.

### Communes limitrophes
Saint-Clément est limitrophe de sept communes, dont quatre dans le département de l'Ardèche et trois dans le département de la Haute-Loire. Elles sont réparties géographiquement de la manière suivante :

### Climat
Pour des articles plus généraux, voir Climat d'Auvergne-Rhône-Alpes et Climat de l'Ardèche.
En 2010, le climat de la commune est de type climat de montagne, selon une étude du CNRS s'appuyant sur une série de données couvrant la période 1971-2000. En 2020, Météo-France publie une typologie des climats de la France métropolitaine dans laquelle la commune est exposée à un climat de montagne ou de marges de montagne et est dans la région climatique Sud-est du Massif Central, caractérisée par une pluviométrie annuelle de 1 000 à 1 500 mm, minimale en été, maximale en automne.
Pour la période 1971-2000, la température annuelle moyenne est de 7,7 °C, avec une amplitude thermique annuelle de 16,1 °C. Le cumul annuel moyen de précipitations est de 1 173 mm, avec 10,4 jours de précipitations en janvier et 6,6 jours en juillet. Pour la période 1991-2020, la température moyenne annuelle observée sur la station météorologique de Météo-France la plus proche, « Les Estables_sapc », sur la commune des Estables à 10 km à vol d'oiseau, est de 6,9 °C et le cumul annuel moyen de précipitations est de 1 226,7 mm,. Pour l'avenir, les paramètres climatiques de la commune estimés pour 2050 selon différents scénarios d'émission de gaz à effet de serre sont consultables sur un site dédié publié par Météo-France en novembre 2022.

### Hydrographie
Le territoire communal est traversé par le ruisseau de la Rimande.

### Voies de communication
Le territoire communal est traversé par la route départementale 247 (RD247).

## Urbanisme

### Typologie
Au 1er janvier 2024, Saint-Clément est catégorisée commune rurale à habitat très dispersé, selon la nouvelle grille communale de densité à 7 niveaux définie par l'Insee en 2022.
Elle est située hors unité urbaine et hors attraction des villes,.

### Occupation des sols
L'occupation des sols de la commune, telle qu'elle ressort de la base de données européenne d’occupation biophysique des sols Corine Land Cover (CLC), est marquée par l'importance des forêts et milieux semi-naturels (61,8 % en 2018), en augmentation par rapport à 1990 (59,1 %). La répartition détaillée en 2018 est la suivante : prairies (34,4 %), forêts (34,3 %), milieux à végétation arbustive et/ou herbacée (27,5 %), zones agricoles hétérogènes (3,8 %).
L'évolution de l’occupation des sols de la commune et de ses infrastructures peut être observée sur les différentes représentations cartographiques du territoire : la carte de Cassini (XVIIIe siècle), la carte d'état-major (1820-1866) et les cartes ou photos aériennes de l'IGN pour la période actuelle (1950 à aujourd'hui).

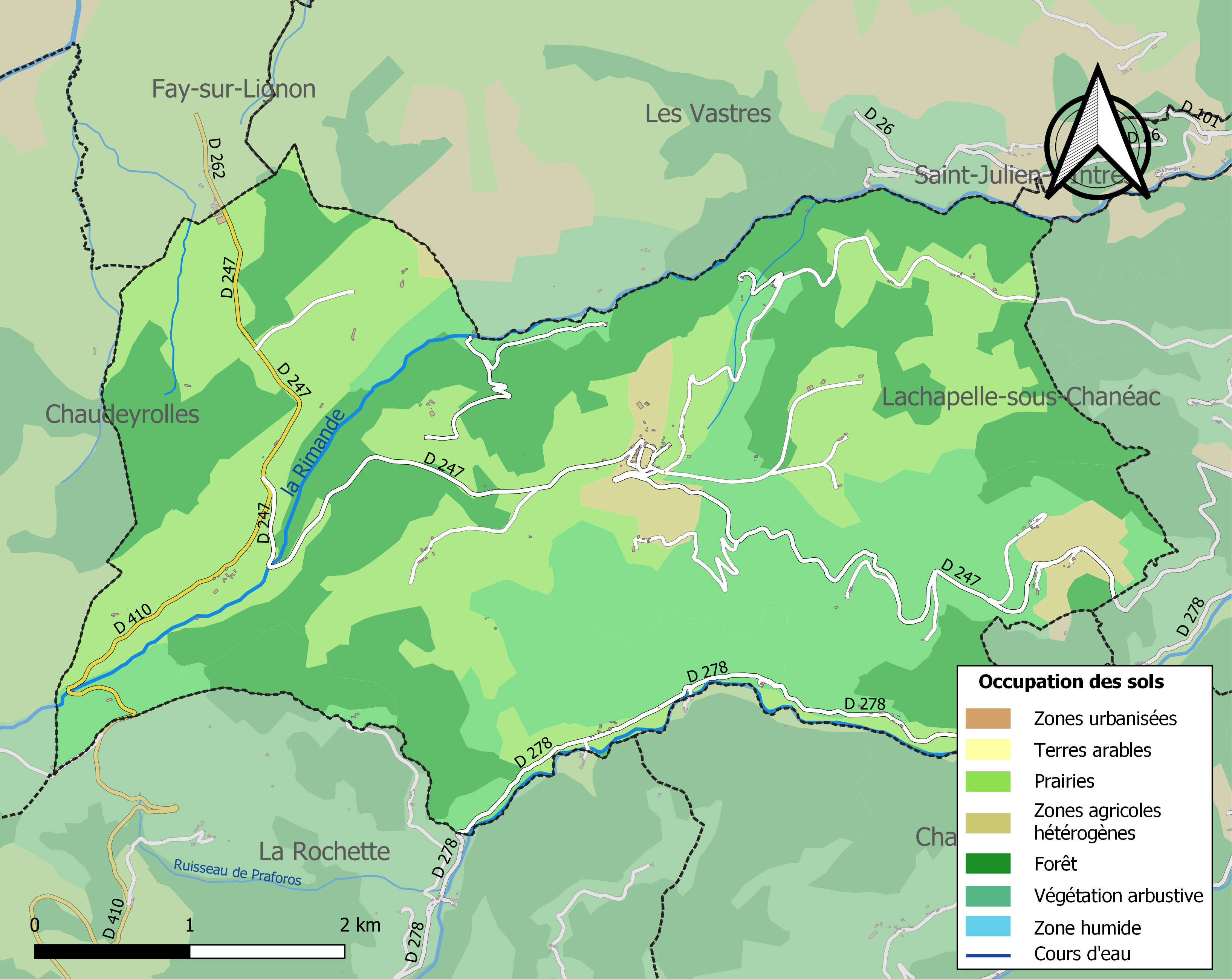
Carte des infrastructures et de l'occupation des sols de la commune en 2018 (CLC).

## Politique et administration

### Liste des maires
| Période                                  | Période                      | Identité       | Étiquette | Qualité                         |
| ---------------------------------------- | ---------------------------- | -------------- | --------- | ------------------------------- |
| Les données manquantes sont à compléter. |                              |                |           |                                 |
| 1945                                     | 1974                         | Adolphe Demars | SE        | Agriculteur                     |
| 1974                                     | mars 2014                    | Bernard Cuoq   | DVD       | Agriculteur, conseiller général |
| mars 2014                                | 2021                         | Pascal Bailly, | DVD       | Agriculteur                     |
| 18 septembre 2021                        | En cours (au 2 octobre 2021) | Didier Bouet   |           |                                 |

## Population et société

### Démographie
L'évolution du nombre d'habitants est connue à travers les recensements de la population effectués dans la commune depuis 1793. Pour les communes de moins de 10 000 habitants, une enquête de recensement portant sur toute la population est réalisée tous les cinq ans, les populations de référence des années intermédiaires étant quant à elles estimées par interpolation ou extrapolation. Pour la commune, le premier recensement exhaustif entrant dans le cadre du nouveau dispositif a été réalisé en 2004.

En 2022, la commune comptait 93 habitants, en évolution de +9,41 % par rapport à 2016 (Ardèche : +2,48 %, France hors Mayotte : +2,11 %).
| 1793 | 1800 | 1806 | 1821 | 1831 | 1836 | 1841 | 1846 | 1851 |
| ---- | ---- | ---- | ---- | ---- | ---- | ---- | ---- | ---- |
| 614  | 646  | 546  | 602  | 679  | 710  | 779  | 745  | 763  |

| 1856 | 1861 | 1866 | 1872 | 1876 | 1881 | 1886 | 1891 | 1896 |
| ---- | ---- | ---- | ---- | ---- | ---- | ---- | ---- | ---- |
| 780  | 794  | 804  | 742  | 751  | 802  | 824  | 782  | 777  |

| 1901 | 1906 | 1911 | 1921 | 1926 | 1931 | 1936 | 1946 | 1954 |
| ---- | ---- | ---- | ---- | ---- | ---- | ---- | ---- | ---- |
| 700  | 702  | 621  | 612  | 632  | 582  | 560  | 564  | 431  |

| 1962 | 1968 | 1975 | 1982 | 1990 | 1999 | 2004 | 2006 | 2009 |
| ---- | ---- | ---- | ---- | ---- | ---- | ---- | ---- | ---- |
| 337  | 280  | 209  | 172  | 118  | 105  | 105  | 98   | 107  |

| 2014 | 2019 | 2022 | - | - | - | - | - | - |
| ---- | ---- | ---- | - | - | - | - | - | - |
| 88   | 88   | 93   | - | - | - | - | - | - |

### Enseignement
La commune est rattachée à l'académie de Grenoble.

### Médias
Deux organes de presse écrite de niveau régional sont distribués dans la commune :
- L'Hebdo de l'Ardèche, journal hebdomadaire français basé à Valence et diffusé à Privas depuis 1999. Il couvre l'actualité pour tout le département de l'Ardèche ;
- Le Dauphiné libéré, journal quotidien de la presse écrite française régionale distribué dans la plupart des départements de l'ancienne région Rhône-Alpes, notamment l'Ardèche. La commune est située dans la zone d'édition du Nord-Ardèche (Annonay - Le Cheylard).

## Culture locale et patrimoine

### Lieux et monuments

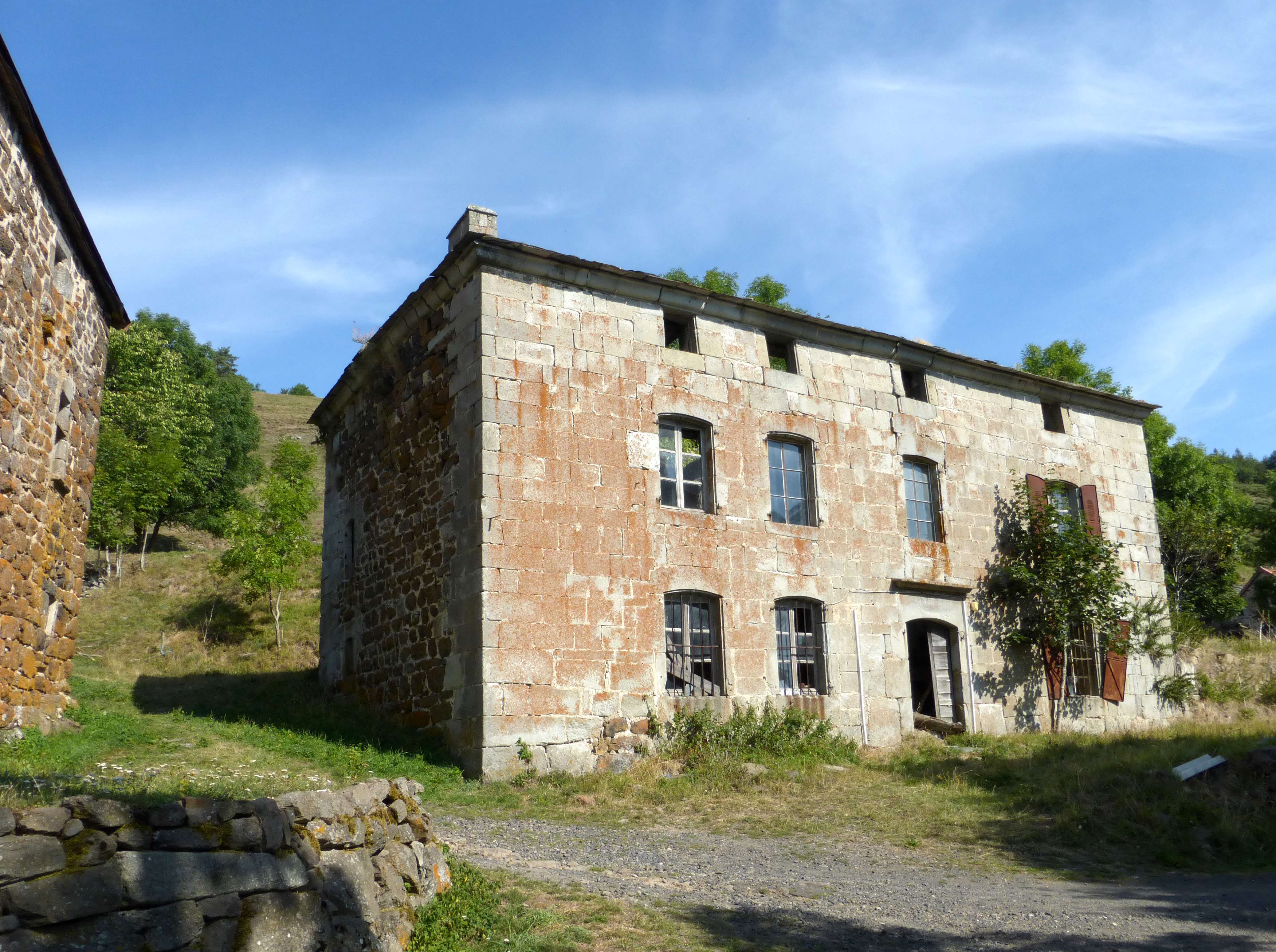
La maison forte de l'Herm.

- Auberge restaurée en 2022.
- Église Saint-Clément de Saint-Clément de style roman du XIIIe siècle.
- École du vent.
- Parc éolien.

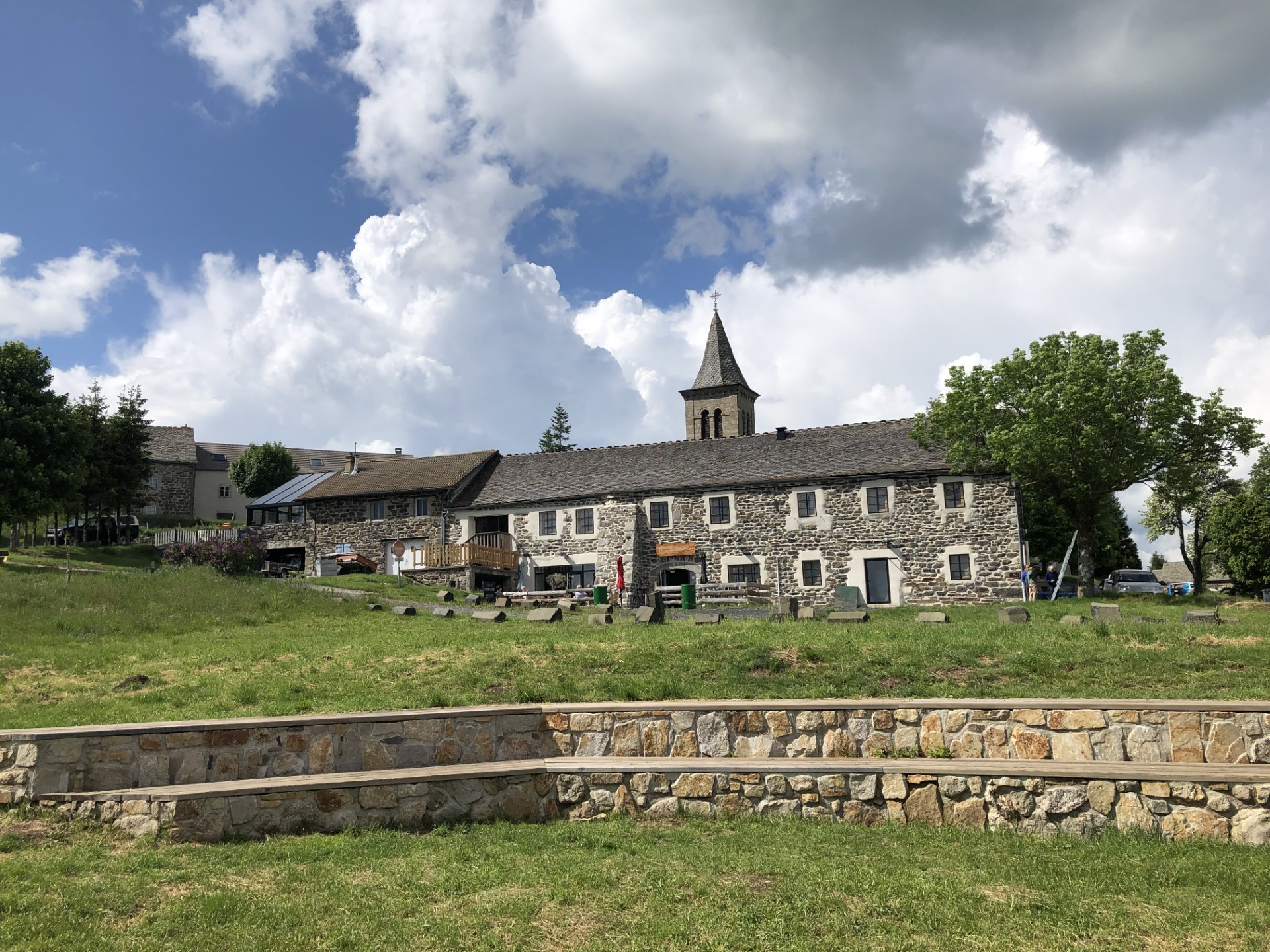
Bâtiment rénové : au rez-de-chaussée l'auberge, à l'étage les locaux d'animation de l'École du vent

- Bâtiment rénové : au rez-de-chaussée l'auberge, à l'étage les locaux d'animation de l'École du ventMaison forte de l'Herm : il existe une maison forte au lieu-dit de l'Herm[21], faisant autrefois partie d'un ensemble monumental et résidence des seigneurs de Chambarlhac, vassaux des seigneurs de Faÿ[22]. La seigneurie de Chambarlhac englobait la commune de Saint-Clément et une partie de celle de Chanéac sur le territoire de laquelle se trouvait le premier château féodal des Chambarlhac. La première mention de la maison forte date de 1352 lorsque Raymond de Chambarlhac rend hommage au seigneur de Faÿ et affirme sa souveraineté sur l'Herm[23].

### Héraldique
|  | Saint-Clément (Ardèche) possède des armoiries dont l'origine et le blasonnement exact ne sont pas disponibles. |